# The Journal of Hellenic Studies
The Journal of Hellenic Studies è una rivista accademica annuale sottoposta a revisione paritaria, che si occupa di ricerca nel campo dell'ellenistica. Pubblica anche recensioni di libri di recente pubblicazione e rilevanti per tale ambito di studi.
La rivista è stata fondata nel 1880 ed è pubblicata dalla Cambridge University Press per conto della Society for the Promotion of Hellenic Studies. Il caporedattore è Lin Foxhall (Università di Liverpool).
Secondo il Journal Citation Reports, nel 2022 la rivista ha ricevuto un fattore di impatto pari a 0,1. Al 2025 l'indice H è pari a 36.

## Capiredattori
Si riporta di seguito l'elenco dei capiredattori della rivista:
- Percy Gardner, 1879–1895[4]
- Ernest Arthur Gardner, 1897–1932[5]
- Roger Brock, 2011–2016[6]
- Douglas Cairns, 2016–2021.